# Synagris affinis
Synagris affinis är en stekelart som beskrevs av Henri Saussure 1863. Synagris affinis ingår i släktet Synagris och familjen Eumenidae. Inga underarter finns listade i Catalogue of Life.